# برنارد میلز
برنارد میلز (انگلیسی: Bernard Miles؛ ۲۷ سپتامبر ۱۹۰۷ – ۱۴ ژوئن ۱۹۹۱) یک هنرپیشه اهل بریتانیا بود.

## فیلم‌شناسی
- کانال عبور (۱۹۳۳)
- آزمون عشق (۱۹۳۵)
- The Guv'nor (۱۹۳۵)
- دوازده مرد خوب (۱۹۳۶)
- Everything Is Thunder (۱۹۳۶)
- Crown v. Stevens (۱۹۳۶)
- Midnight at Madame Tussaud's (۱۹۳۶)
- The Spy in Black (۱۹۳۹)
- The Lion Has Wings (۱۹۳۹)
- Freedom Radio (۱۹۴۱)
- Quiet Wedding (۱۹۴۱)
- The Big Blockade (۱۹۴۲)
- The Day Will Dawn (۱۹۴۲)
- One of Our Aircraft Is Missing (۱۹۴۲)
- The First of the Few (۱۹۴۲)
- جایی که خدمت می‌کنیم (۱۹۴۲)
- پی‌پت دشتی (۱۹۴۴)
- Tunisian Victory (۱۹۴۵) (صداپیشه)
- آرزوهای بزرگ (۱۹۴۶)
- کارناوال (۱۹۴۶)
- Fame Is the Spur (۱۹۴۷)
- نیکلاس نیکلبی (۱۹۴۷)
- خوکچه هندی (۱۹۴۸)
- Chance of a Lifetime (۱۹۵۰)
- جعبه جادویی (1951)[۱]
- هرگز رهایم مکن (۱۹۵۳)
- مردی که زیاد می‌دانست (۱۹۵۶)
- موبی‌دیک (۱۹۵۶)
- Tiger in the Smoke (۱۹۵۶)
- زاراک (۱۹۵۶)
- انتظار (۱۹۵۷)
- Doctor at Large (۱۹۵۷)
- Fortune Is a Woman (۱۹۵۷)
- The Smallest Show on Earth (۱۹۵۷)
- ژان مقدس (۱۹۵۷)
- تام انگشتی (۱۹۵۸)
- یاقوت کبود (۱۹۵۹)
- Heavens Above! (۱۹۶۳)
- Baby Love (۱۹۶۸)
- Run Wild, Run Free (۱۹۶۹)
- The Lady and the Highwayman (۱۹۸۹) (تلویزیون)